# Polacy na Ukrainie

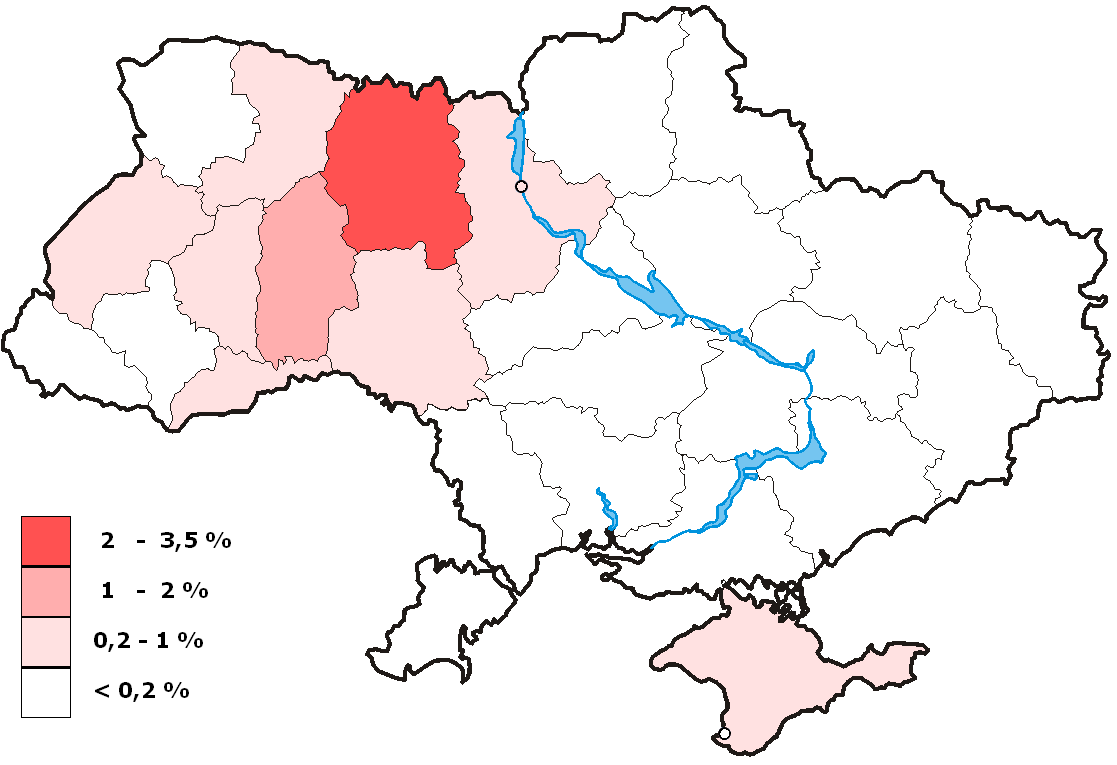
Mniejszość polska na Ukrainie według Wszechukraińskiego Spisu Ludności 2001

Polacy na Ukrainie – polska mniejszość narodowa na Ukrainie. Według oficjalnych danych jej liczebność wynosi 147,9 tysiąca. Najwięcej ukraińskich Polaków mieszka w obwodzie żytomierskim.

## Rys historyczny

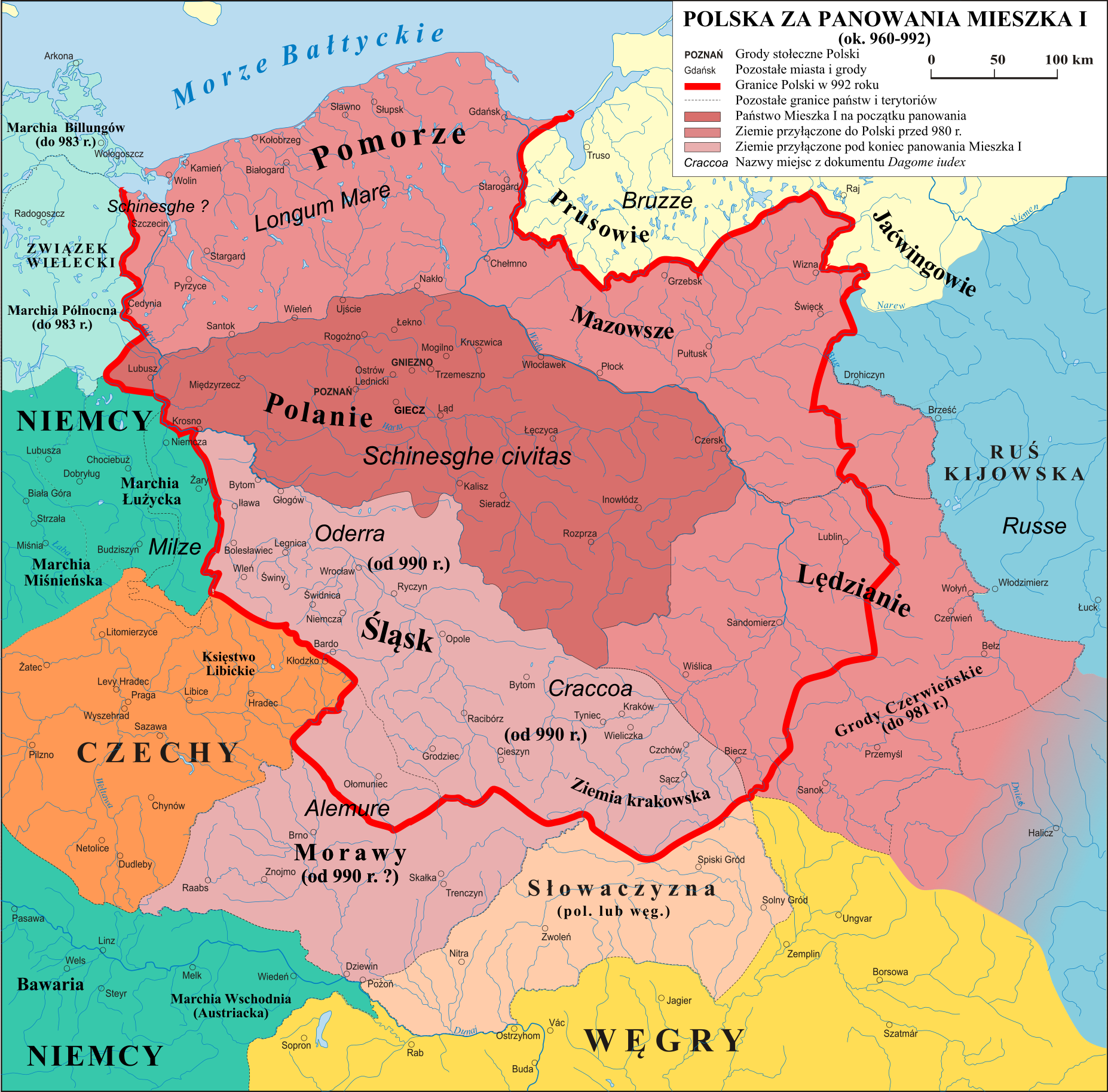
Przypuszczalny zasięg państwa Polan na początku panowania Mieszka I i ziemie przyłączone przez tego władcę. Wschodnia granica Grodów Czerwieńskich obejmuje obok samego Czerwienia także ziemię chełmską, bełską, przemyską, sanocką i wołyńską.

Tereny dzisiejszego pogranicza polsko-ukraińskiego jeszcze przed ostatecznym wykrystalizowaniem się państwowości polskiej za czasów pierwszych Piastów były zamieszkiwane przez zachodniosłowiańskie plemię Lędzian (Lachów) od którego wywodzi się jedna z nazw określających Polaków, plemię to ma swoje istotne miejsce w polskiej historiografii. Według ruskiego kronikarza Nestora plemiona Radymiczów oraz Wiatyczów miały „pochodzić od Lachów i być Lachami”. W swojej kronice wydarzeń Powieść doroczna Nestor opisuje także rywalizację Polski i Rusi o Grody Czerwieńskie leżące obecnie po części na terenach zachodniej Ukrainy i Białorusi, a po części we wschodnich województwach polskich. Pierwsza wzmianka o tych Grodach pochodzi z roku 981, kiedy to zdobył je na Polakach książę kijowski Włodzimierz I.
W leto 6489 ide Wołodimer’ k Liachom’ i zaja grady ich: Peremyszl’, Czerwien’, i iny grady jeże sut’ do sego dnie pod’ Rusiu. W sem że letie i Wiaticzi pobiedi i wiezłożi na nia dan’ ot niaouga, jakoże otci (otec) jego imasze.
Co w polskim tłumaczeniu brzmi następująco;
Roku 6489 [981]. Poszedł Włodzimierz ku Lachom i zajął grody ich: Przemyśl, Czerwień i inne grody, które do dziś dnia są pod Rusią. Tegoż roku i Wiatyczów zwyciężył i nałożył na nich dań od pługa, jaką i ojciec jego brał.
     Korona Królestwa Polskiego
     Wielkie Księstwo Litewskie

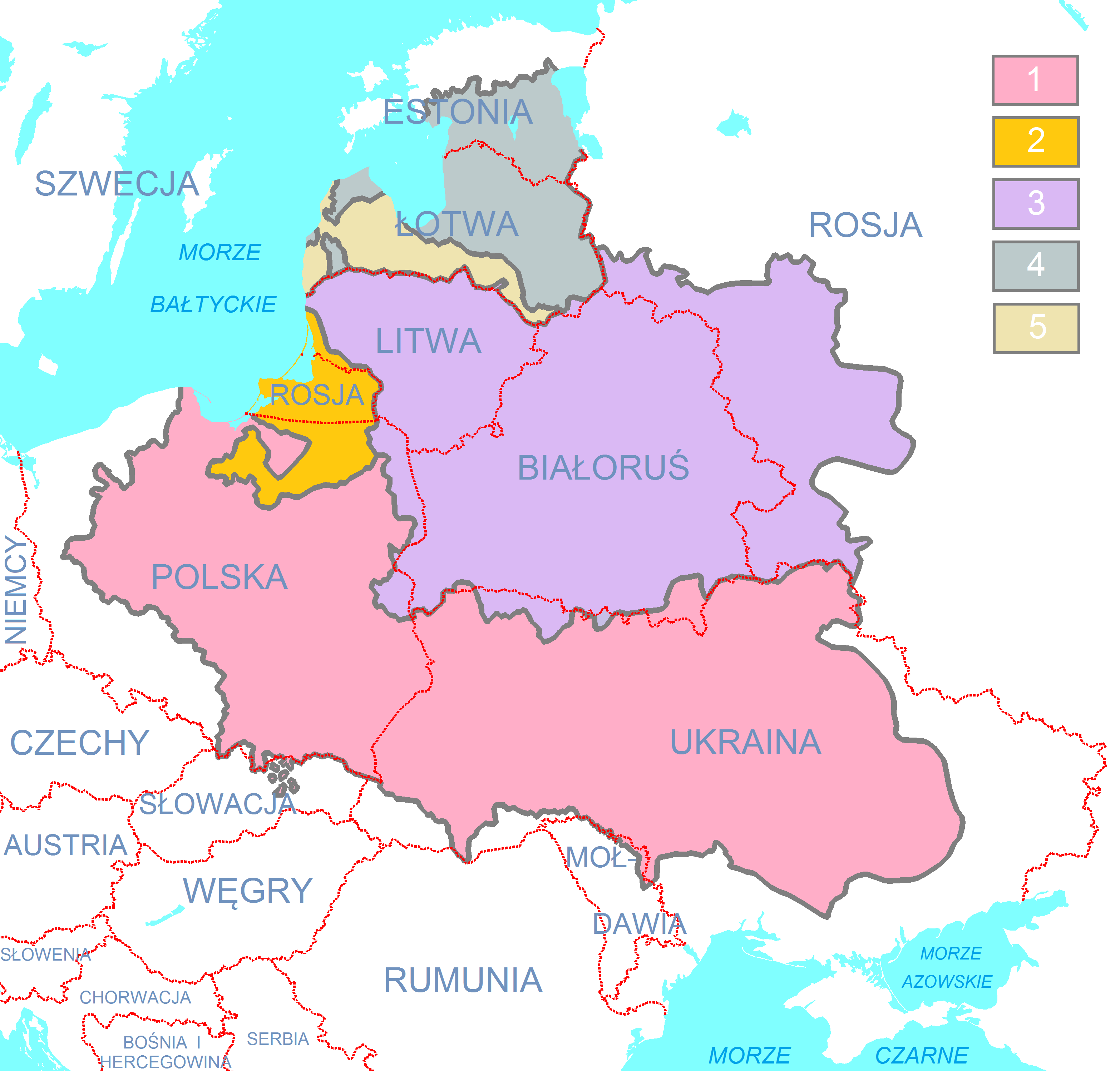
Zasięg terytorialny Rzeczypospolitej w 1619 na tle współczesnych granic państw.
Korona Królestwa Polskiego
Wielkie Księstwo Litewskie

W następnych stuleciach Polacy osiedlali się na terenach Rusi Czerwonej i Podola, czy po Unii Lubelskiej – Wołynia (do unii obowiązywał zakaz nabywania ziemi na terytorium Wielkiego Księstwa Litewskiego przez obywateli Korony). W latach 1569–1648 ponad trzy/czwarte terytorium obecnego państwa Ukraina wchodziło w skład Rzeczypospolitej Obojga Narodów, jako część Korony Królestwa Polskiego.
Po rozbiorach Rzeczypospolitej, zwłaszcza zaś w ramach represji po powstaniu listopadowym i powstaniu styczniowym ludność i kultura polska poddana była masowym represjom w ramach Imperium Rosyjskiego. Polskie instytucje społeczne i kulturalne (jak Liceum Krzemienieckie, wyposażenie Uniwersytetu Wileńskiego, szkolnictwo polskie) były likwidowane, a ludność polska poddana dyskryminacji ekonomicznej (zakaz nabywania ziemi, konfiskaty).
W czasie istnienia Ukraińskiej Republiki Ludowej kilku Polaków (Mieczysław Mickiewicz, Stanisław Stempowski, Henryk Józewski) zajmowało stanowiska w rządzie URL. Podpisana 21 kwietnia 1920 pomiędzy rządem Polski a rządem Ukraińskiej Republiki Ludowej umowa sojusznicza gwarantowała prawa ukraińskiej ludności w Polsce i polskiej na Ukrainie.
Po traktacie ryskim, kończącym wojnę polsko-bolszewicką na wschód od granicy polsko-sowieckiej ustalonej traktatem znalazło się w USRR kilkaset tysięcy Polaków. Władze sowieckie po próbach tworzenia w latach 20. XX w. tzw. polskich regionów autonomicznych (w USRR Marchlewszczyzna), w latach 30. dokonały eksterminacji i masowych deportacji ludności polskiej z ZSRR.
W antypolskiej polityce władz ZSRR uczestniczył I sekretarz Komunistycznej Partii Ukrainy w latach 1929–1938, Stanisław Kosior (Polak), ostatecznie aresztowany i zamordowany w ramach Wielkiej Czystki w ZSRR.
W wyniku agresji sowieckiej na Polskę w 1939 roku, tereny dzisiejszej Ukrainy zachodniej znalazły się pod okupacją sowiecką. Skutkowało to masowym terrorem przeciwko ludności polskiej i wywózkami na Sybir. W okresie okupacja niemieckiej tych ziem w latach 1941–1944 miały miejsce masowe zbrodnie przeciwko ludności polskiej ze strony Ukraińskiej Powstańczej Armii na terenie Wołynia i Galicji Wschodniej. Po ponownym wkroczeniu Sowietów oraz zmianie granic dokonano wysiedlenia większości pozostałej polskiej ludności na Ziemie Odzyskane.
W czasach powojennych, w sowieckiej Ukrainie, Polacy mieli bardzo ograniczone możliwości kultywowania swojej tożsamości narodowej. Byli pozbawieni polskiej oświaty i prasy, duszpasterstwa rzymskokatolickiego oraz kontaktów z innymi krajem i emigracją. Dopiero rozpad ZSRR i uzyskanie przez Ukrainę niepodległości umożliwiło prowadzenie działalności na rzecz zachowania polskości oraz powstanie polskich organizacji społecznych, oświatowych i kulturalnych.
Według ukraińskiego spisu powszechnego z 2001 roku obszar państwa Ukraina w tym czasie zamieszkiwało 147,9 tysiąca Polaków. Nieoficjalne szacunki wskazują na wyższe liczby: 900 tysięcy, a nawet na 2 miliony

### Liczba Polaków na obszarze Ukraińskiej SRR i na Ukrainie na podstawie spisów radzieckich i ukraińskich
| Populacja                                                                           | 476 435 | 357 710 | 363 297 | 295,107 | 258 309 | 219 179 | 144 130 |
| Odsetek                                                                             | 1,6%    | 1,2%    | 0,9%    | 0,6%    | 0,5%    | 0,4%    | 0,3%    |
| 1 Source: . ² Source: . ³ Source: . 4 Source: . 5 Source: . 6 Source: . 7 Source: . |         |         |         |         |         |         |         |

### Rozmieszczenie Polaków na Ukrainie według ukraińskiego spisu powszechnego z 2001 r.[10]
| Obwód                        | Liczba Polaków | % Polaków |
| ---------------------------- | -------------- | --------- |
| Obwód żytomierski            | 49 046         | 3,53%     |
| Obwód chmielnicki            | 23 005         | 1,61%     |
| Obwód lwowski                | 18 948         | 0,73%     |
| miasto Kijów                 | 6 924          | 0,27%     |
| Obwód tarnopolski            | 3 856          | 0,34%     |
| Obwód winnicki               | 3 794          | 0,22%     |
| Obwód kijowski               | 2 846          | 0,16%     |
| Obwód rówieński              | 2 031          | 0,17%     |
| Obwód iwanofrankiwski        | 1 864          | 0,13%     |
| Obwód wołyński               | 788            | 0,07%     |
| Obwód doniecki               | 4 343          | 0,09%     |
| Obwód czerniowiecki          | 3 367          | 0,37%     |
| Obwód dniepropetrowski       | 3 288          | 0,09%     |
| Obwód odeski                 | 3 247          | 0,13%     |
| Obwód ługański               | 2 107          | 0,08%     |
| Obwód charkowski             | 1 936          | 0,07%     |
| Obwód zaporoski              | 1 774          | 0,09%     |
| Obwód chersoński             | 1 625          | 0,14%     |
| Obwód mikołajowski           | 1 317          | 0,1%      |
| Obwód połtawski              | 813            | 0,05%     |
| Obwód czerkaski              | 729            | 0,05%     |
| Obwód kirowohradzki          | 556            | 0,05%     |
| Obwód czernihowski           | 528            | 0,04%     |
| Obwód zakarpacki             | 518            | 0,04%     |
| Obwód sumski                 | 421            | 0,03%     |
| Autonomiczna Republika Krymu | 3 879          | 0,19%     |
| miasto Sewastopol            | 580            | 0,15%     |
| Cała Ukraina                 | 144 130        | 0,3%      |

## Współczesność[11][12][13]
Wśród trudności i wyznań stojących przed polską mniejszością na Ukrainie wymienia się: problemy ekonomiczne (motywujące do emigracji), słaby kontakt z Polską i kulturą polską, zatracanie tożsamości i języka polskiego w rodzinach narodowościowo mieszanych oraz bierna postawa w życiu politycznym. Uwarunkowania historyczne (przesiedlenia, rozbicie więzów społecznych i rodzinny, brak inteligencji, rusyfikacja, sowietyzacja) spowodowały, że niewielu ukraińskich Polaków posługuje się językiem polskim.

### Edukacja
W ramach publicznego systemu edukacji istnieje 6 szkół z polskim językiem nauczania, a także klasy z polskim językiem nauczania i pogłębioną nauką języka polskiego. Dużym zainteresowaniem cieszą się społeczne szkoły sobotnio-niedzielne. Środowisko nauczycielskie zrzesza Zjednoczenie Nauczycieli Polskich na Ukrainie, przy którym funkcjonuje centrum metodyczne w Drohobyczu. Rozwój polskiej oświaty hamują jednak ograniczenia finansowe i lokalowe, braki kadrowe i niedobór polskich podręczników.

### Media
Polacy mieszkający na Ukrainie mają dostęp do kanałów Telewizji Polskiej: TVP Polonia, TVP Historia, TVP Info i TVP Kultura, a także do kanałów: Kino Polska International, Kino Polska Muzyka i TV Trwam. Od 2020 roku na antenie TVP Polonia emitowany jest cotygodniowy magazyn Studio Lwów.
Funkcjonują polskie rozgłośnie i audycje radiowe (m.in. Radio Polonia, Radio Berdyczów, Radio Lwów). Do najważniejszych tytułów prasowych zaliczają się: Kurier Galicyjski, Dziennik Kijowski, Słowo Polskie, Monitor Wołyński, Tęcza Żytomierszczyzny, Radość Wiary oraz Wołanie z Wołynia. Wiele z nich prowadzi także własne portale internetowe.

### Polacy na Ukrainie a Kościół rzymskokatolicki

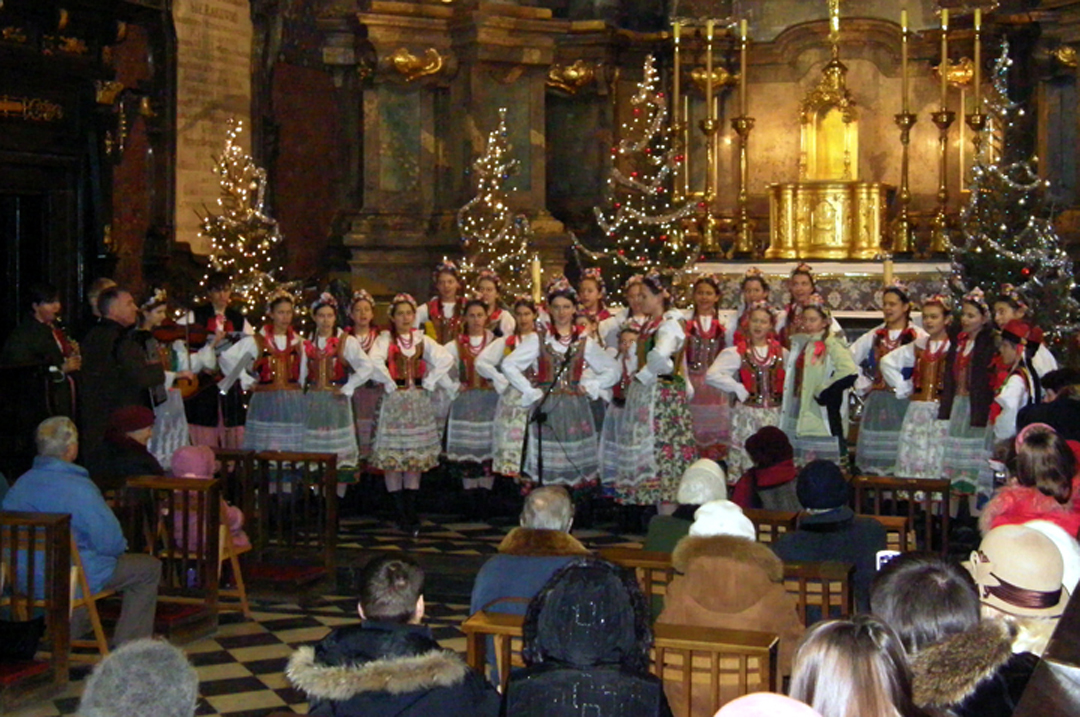
Polski chór dziecięcy w kościele katolickim we Lwowie

Historycznie Kościół rzymskokatolicki na Ukrainie był ściśle związany z polską kulturą. Pomimo, tendencji do wprowadzania języka ukraińskiego, język polski jest obecny w liturgii i działalności duszpasterskiej (zwłaszcza w parafiach w zachodniej części Ukrainy). W kościołach odbywają się nabożeństwa z okazji polskich świąt narodowych. Hierarchowie angażują się w dialog polsko-ukraiński, czego przykładem jest wspólna deklaracja biskupów rzymsko- i greckokatolickich w sprawie rzezi wołyńskiej.

### Ochrona dziedzictwa historycznego i miejsca pamięci

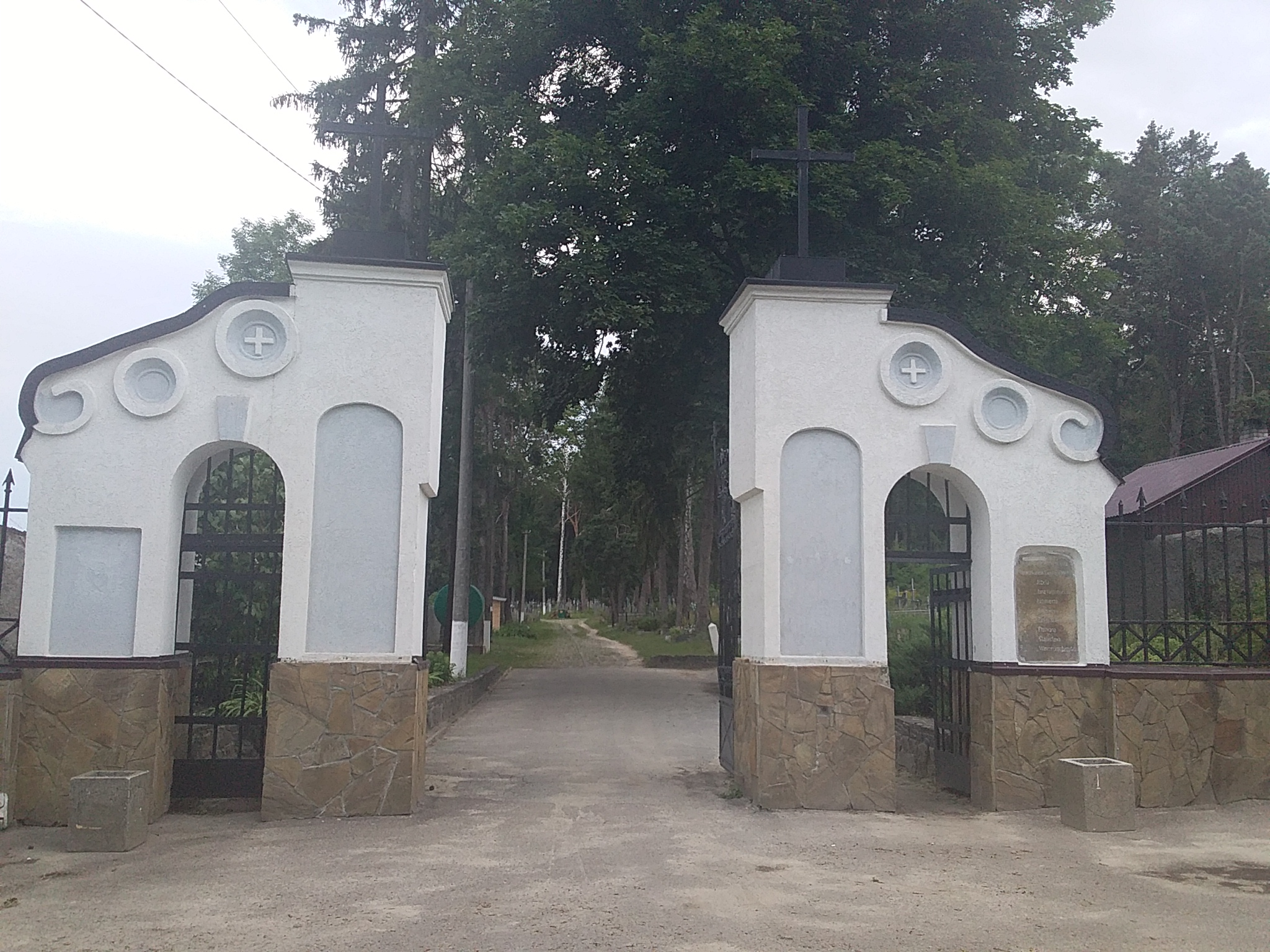
Cmentarz Polski w Żytomierzu

Cmentarz Łyczakowski, Cmentarz Orląt Lwowskich oraz Cmentarz Polski w Żytomierzu są jednymi z największych i najważniejszych polskich nekropolii na wschodzie. Opiekę nad polskimi cmentarzami sprawują miejscowe polskie organizacje wspieranie przez wolontariuszy z Polski. Dużym wyzwaniem jest ochrona i zapobieżenie degradacji wielu opuszczonych cmentarzy. W 2010 roku zainicjowana została akcja Mogiłę pradziada ocal od zapomnienia, która obejmuje inwentaryzację, restaurowanie i sprzątanie grobów. Na terenie Ukrainy znajdują także dwa cmentarze katyńskie – w Cmentarz Ofiar Totalitaryzmu w Charkowie oraz Polski Cmentarz Wojenny w Kijowie-Bykowni. Trwają prace nad odbudową zniszczonego w czasach wojny, powstałego w czasach przedwojennych budynku obserwatorium astronomicznego na szczycie Pop Iwan.

### Organizacje i stowarzyszenia

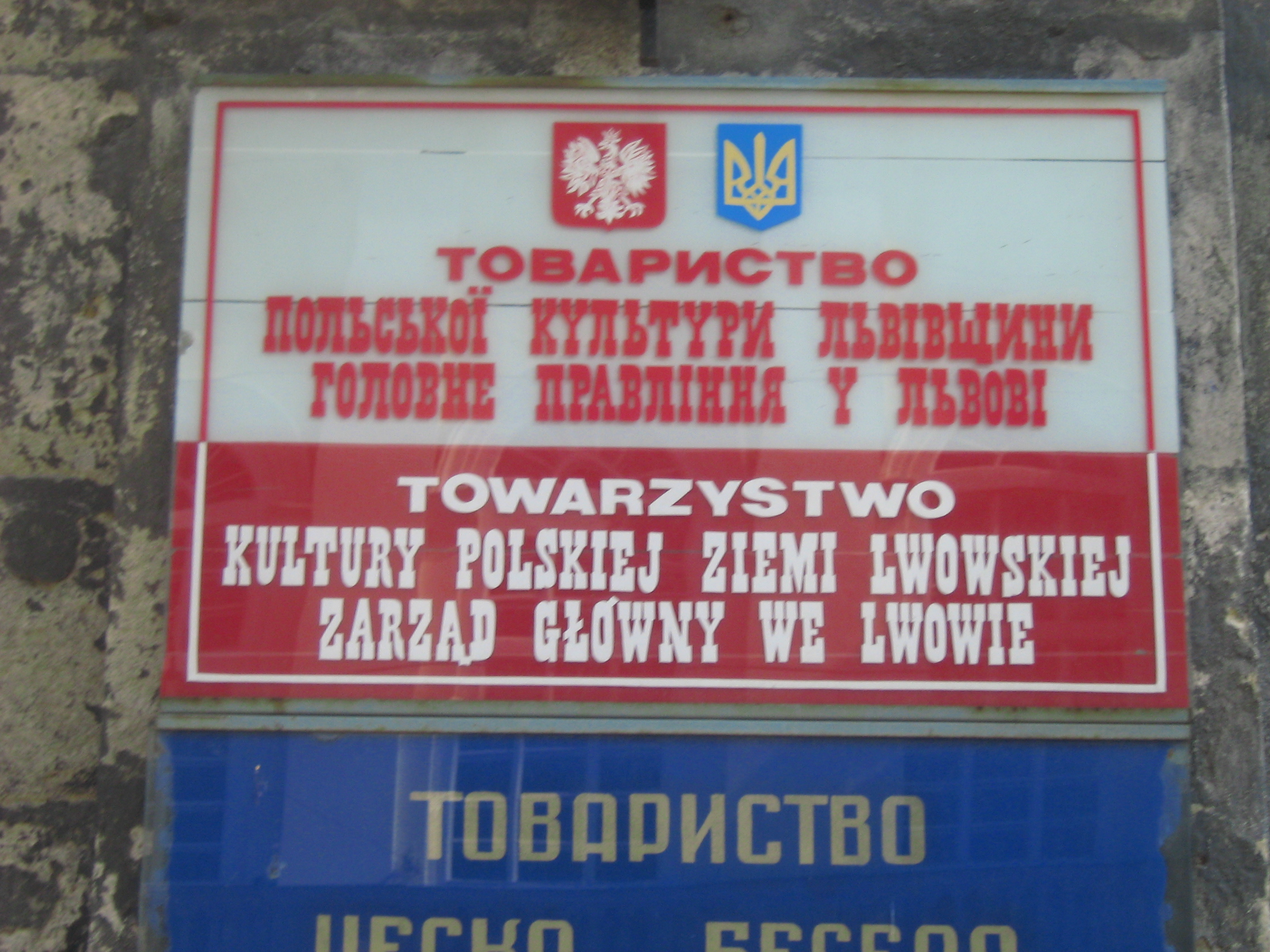
Zdjęcie szyldu Towarzystwa Kultury Polskiej Ziemi Lwowskiej

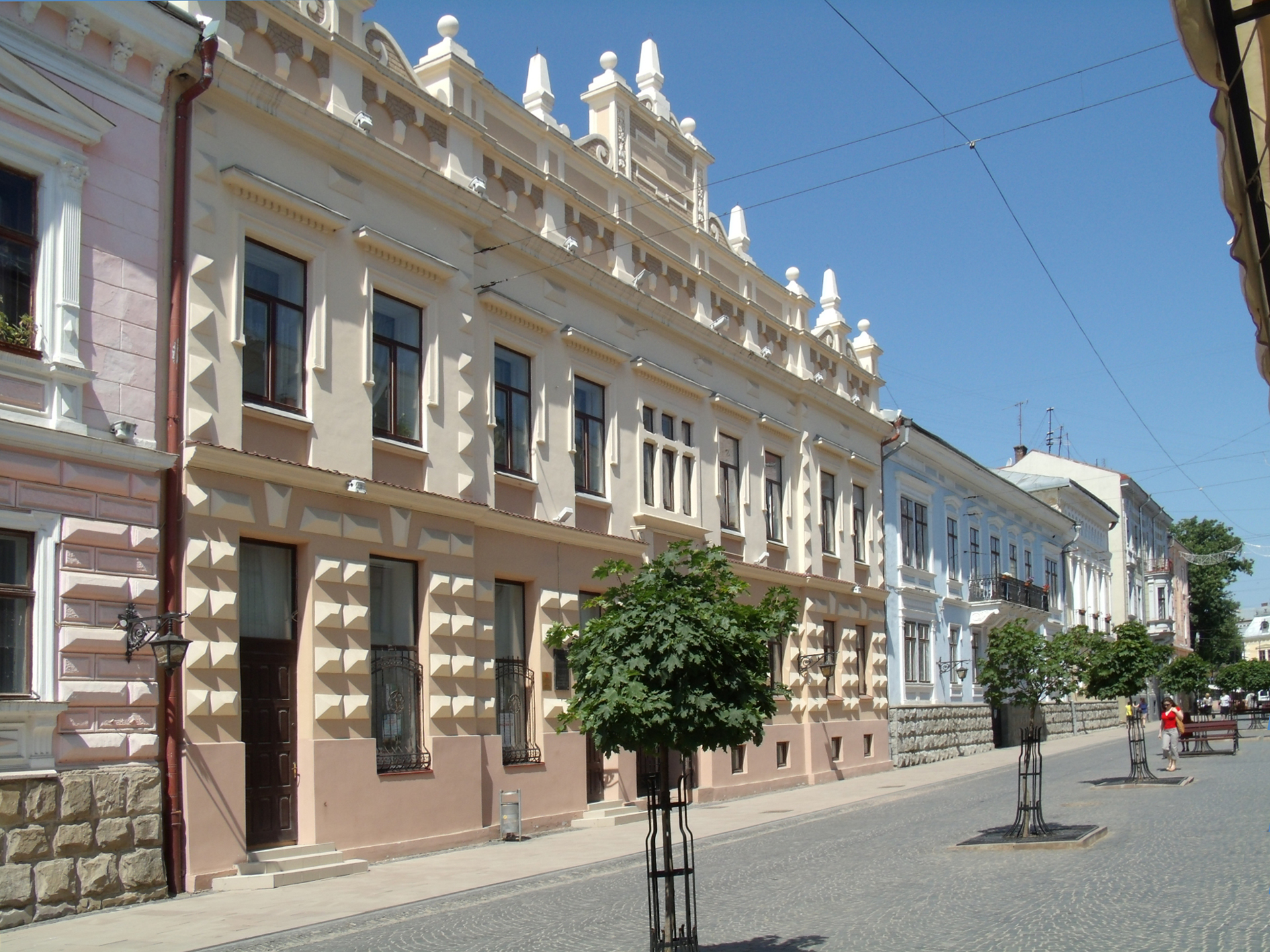
Siedziba Towarzystwa Kultury Polskiej im. A. Mickiewicza w Czerniowcach

W 2019 roku funkcjonowało ponad 300 polskich organizacji, głównie o charakterze edukacyjno-kulturalnym. Dwie organizacje mają charakter „dachowy”: Federacja Organizacji Polskich na Ukrainie z siedzibą we Lwowie oraz Związek Polaków na Ukrainie z siedzibą w Kijowie.

### Charakterystyka polskiej mniejszości narodowej w poszczególnych regionach Ukrainy
Z powyższych danych wynika duże zróżnicowanie w rozmieszczeniu mieszkających w Polsce. Także z uwagi na uwarunkowania historyczne należy uwzględniać różną specyfikę polskich społecznych w poszczególnych regionach.

#### Obwód charkowski
W Charkowie funkcjonują Stowarzyszenie Kultury Polskiej oraz Dom Polonii na Wschodzie z siedzibą w Charkowie. W mieście funkcjonuje polska szkoła sobotnia, organizowane są także doroczne dni kultury polskiej. Wydawany jest także miesięcznik Polonia Charkowa. Cmentarz Ofiar Totalitaryzmu w Charkowie, gdzie spoczywają ofiary zbrodni katyńskiej, jest jednym z najważniejszych polskich miejsc pamięci narodowej na wschodzie.

#### Obwód chersoński
W obwodzie chersońskim działalność polska skupia się wokół kilku organizacji w Chersoniu i Nowej Kachowce. Przy Chersońskim Obwodowym Stowarzyszeniu „Polonia”, od 2005 roku działa szkoła sobotnio-niedzielna, zaś od 2012 roku w Nowej Kachowce przy Organizacji Społecznej „Dom Polski” działa punkt nauczania języka polskiego.

#### Obwód czerkaski
W Czerkasach działa oddział obwodowy Związku Polaków na Ukrainie, zaś przy miejscowej parafii rzymskokatolickiej funkcjonuje polska szkoła sobotnio-niedzielna.
W Humaniu środowisko polskie skupia Stowarzyszenie Polaków w Humaniu „Ognisko”.

#### Obwód czernihowski
Wśród nielicznej polskiej społeczności obwodu czernihowskiego działalność prowadzący trzy organizacje: Kulturalno-Oświatowe Stowarzyszenie Polaków „Aster” w Niżynie, Kulturalno-Oświatowy Związek Polaków w Pryłukach i „Polska Przystań” w Czernihowie.

#### Obwód iwanofrankowski
Działalność polska skupia się w powstałym w 2015 roku Centrum Kultury Polskiej i Dialogu Europejskiego w Iwano-Frankiwsku, które oprócz działalności nakierowanej na aktywizację i integrację społeczności polskiej (w szczególności młodego pokolenia), prowadzi także działania adresowane do społeczeństwa ukraińskiego promując polską kulturę, współpracę polsko-ukraińską oraz idee integracji europejskiej. Centrum jest organizatorem dorocznych Dni Kultury Polskiej i Forum Młodych Polaków na Ukrainie.

#### Obwód kijowski i Kijów
W Kijowie funkcjonuje dom polski oraz szkoła sobotnia, w której młodzież ma szansę poznawać polską kulturę i literaturę oraz historię i geografię Polski. Istnieje też kilka innych szkół społecznych języka polskiego. Ponadto w Kijowie ukazuje się dwutygodnik Dziennik Kijowski.
W podkijowskich Browarach działalność polska skupia się wokół powstałego w 2001 roku Kulturalno-Oświatowego Stowarzyszenia „Rodzina” w Browarach, które prowadzi punkt nauczania języka polskiego.
Polacy mieszkają także w Białej Cerkwi, gdzie funkcjonują Stowarzyszenie Kultury Polskiej w Białej Cerkwi im. Zygmunta Krasińskiego i Stowarzyszeniu Polaków Białocerkiewszczyzny. Przy obu organizacjach funkcjonują szkoły sobotnie.

#### Obwód lwowski

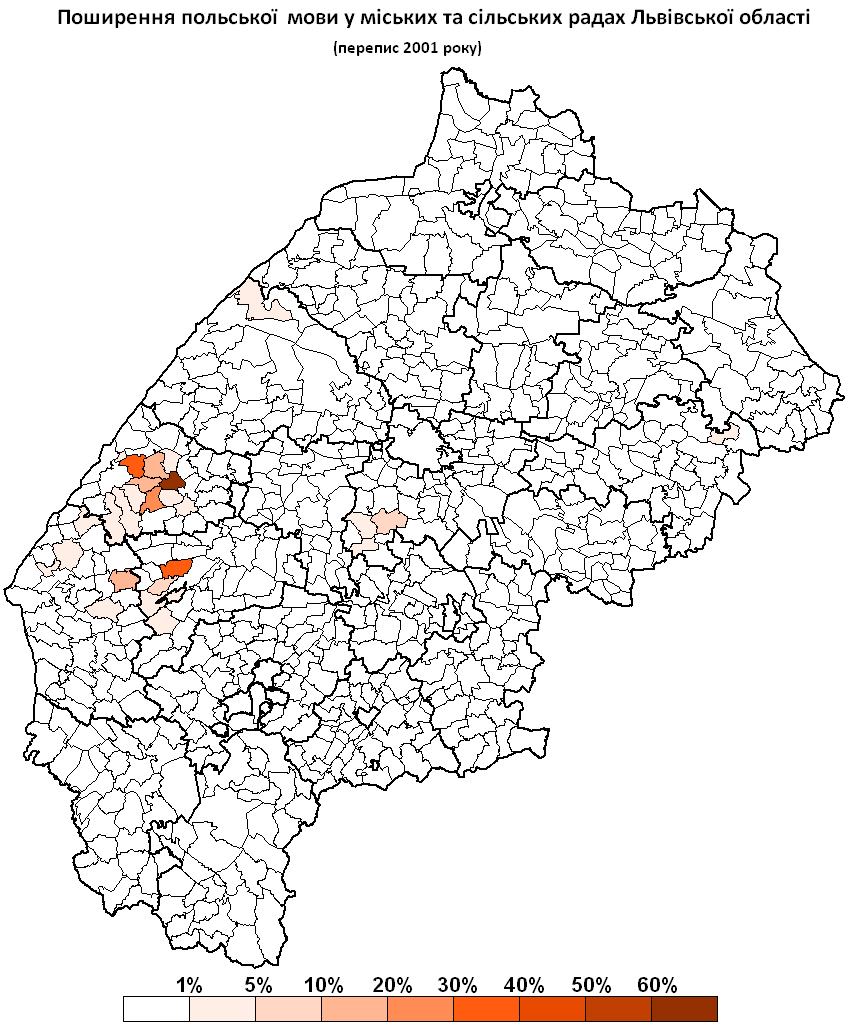
Język polski w obwodzie lwowskim w 2001 r. według ukraińskiego spisu powszechnego

Wskutek zmian granic i wysiedleń na ziemi lwowskiej pozostało niewielu Polaków, mimo to Lwów pozostaje ważnym ośrodkiem polskiej kultury. Funkcjonuje tam wiele polskich organizacji (m.in. założone w 1988 roku Towarzystwo Kultury Polskiej Ziemi Lwowskiej oraz redakcje Kuriera Galicyjskiego i Radia Lwów) i szkół (wśród nich Szkoła Średnia nr 10 we Lwowie), a także Polski Teatr Ludowy.
Największym skupiskiem polskim obwodu lwowskiego jest rejon mościski. W Mościskach funkcjonuje m.in. Ogólnokształcąca Szkoła Średnia nr 3 im. Królowej Jadwigi z polskim językiem nauczania oraz dom polski (otwarty w grudniu 2021), zaś w pobliskich Łanowicach i Strzelczyskach działają szkoły podstawowe z polskim językiem nauczania. Innym skupiskiem polskim w obwodzie lwowskim jest Drohobycz.

#### Obwód odeski
Odeska Polonia jednoczy się w Związku Polaków na Ukrainie – Oddziale im. Adama Mickiewicza w Odessie, którym przez wiele lat kierował Tadeusz Załucki. Przy organizacji funkcjonują: szkoła sobotnio-niedzielna, klub seniora oraz zespoły artystyczne.

#### Obwód połtawski
Działalność wśród nielicznej polskiej społeczności obwodu połtawskiego prowadzi Związek Miłośników Kultury Polskiej na Połtawszczyźnie „Polonia”. Przy związku funkcjonuje szkoła sobotnio-niedzielna (jedyna tego typu placówka w regionie).

#### Obwód sumski
Obwód sumski jest najmniej licznym (w liczbach bezwzględnych) skupiskiem polskim na Ukrainie. Od 1999 roku w Sumach działa Towarzystwo Kultury Polskiej, które organizuje uroczystości patriotyczne i prowadzi działania propagujące polską kulturę współpracując z Konsulatem Generalnym RP w Charkowie i stowarzyszeniem Wspólnota Polska. W 2005 roku przy Centrum Polskim „Wiara, nadzieja, miłość” roku powstała polska szkoła sobotnio-niedzielna.

#### Obwód winnicki
Kultywowaniu polskości służy pięć działających przy polskich organizacjach szkół sobotnio-niedzielnych (w Winnicy i Koziatyniu).
W Winnicy odbywa się doroczny festiwal kultury polskiej organizowany przez Związek Polaków Winniccyzny. Ponadto w Winnicy mieści się redakcja miesięcznika i portalu internetowego Słowo Polskie. W 2016 roku w Barze otwarto Dom Polski.
Na terenie dzisiejszego obwodu winnickiego znajduje się wiele polskich zabytków (m.in. Pałac w Tulczynie, Pałac w Woronowicy, pałac Witosławskich w Czerniatynie i świątynie), z tego regionu pochodzi także Ignacy Jan Paderewski – urodzony we wsi Kuryłówka.

#### Obwód wołyński i równieński
Pomimo niewielkiej liczebności, polska mniejszość historycznego Wołynia wykazuje się wyraźną aktywnością. Działa kilkanaście organizacji polskich m.in.: Stowarzyszenie Kultury Polskiej na Wołyniu im. Ewy Felińskiej, Stowarzyszenie Lekarzy Polskiego Pochodzenia na Wołyniu, Wołyńskie Zjednoczenie Nauczycieli Polonistów im. Gabrieli Zapolskiej w Łucku, Stowarzyszenie Artystów Polskiego Pochodzenia z Wołynia „Barwy Kresowe”, Stowarzyszenie Kultury Polskiej im. Henryka Sienkiewicza w Równem czy grupy harcerskie. Działalność oświatowa skupia się w 13 szkołach sobotnio-niedzielnych.

#### Obwód zakarpacki
Według oficjalnych statystyk z 2001 roku obwód zakarpacki zamieszkuje jedynie ponad 500 osób polskiej narodowości. Jest tow większości ludność napływowa (oraz ich potomkowie), która przybyła po II wojnie światowej z innych terenów współczesnej zachodniej Ukrainy. W Użhorodzie funkcjonuje szkoła sobotnio-niedzielna prowadzona przez Towarzystwo Kultury Polskiej Zakarpacia (wchodzące w skład Federacji Organizacji Polskich na Ukrainie).